# Lasioglossum asellum
Lasioglossum asellum är en biart som först beskrevs av Pérez 1895.  Lasioglossum asellum ingår i släktet smalbin, och familjen vägbin. Inga underarter finns listade i Catalogue of Life.